# Eptesicus
Eptesicus es un género de murciélagos microquirópteros de la familia Vespertilionidae. 

## Especies
- Subgénero - Eptesicus (Eptesicus) (Rafinesque, 1820)

- Eptesicus andinus (J. A. Allen, 1914)
- Eptesicus bobrinskoi (Kuzyakin, 1935)
- Eptesicus bottae (Peters, 1869)
- Eptesicus brasiliensis (Desmarest, 1819)
- Eptesicus chiriquinus (Thomas, 1920)
- Eptesicus diminutus (Osgood, 1915)
- Eptesicus dimissus (Thomas, 1916)
- Eptesicus furinalis (d'Orbigny, 1847)
- Eptesicus fuscus (Palisot de Beauvois, 1796)
- Eptesicus gobiensis (Bobrinskii, 1926)
- Eptesicus guadeloupensis (Genoways e Baker, 1975)
- Eptesicus hottentotus (A. Smith, 1833)
- Eptesicus innoxius (Gervais, 1841)
- Eptesicus isabellinus (Temminck, 1839)
- Eptesicus japonensis (Imaizumi, 1953)
- Eptesicus kobayashii (Mori, 1928)
- Eptesicus lobatus (Zagorodniuk, 2009)
- Eptesicus lynni (Shamel, 1945)
- Eptesicus matroka (Thomas e Schwann), 1905)
- Eptesicus nasutus (Dobson, 1877)
- Eptesicus nilssonii (Keyserling e Blasius, 1839)
- Eptesicus pachyotis (Dobson, 1871)
- Eptesicus platyops (Thomas, 1901)
- Eptesicus serotinus (Schreber, 1774)
- Eptesicus taddeii (Miranda, Bernardi e Passos, 2006)
- Eptesicus tatei (Ellerman e Morrison-Scott, 1951)
- Eptesicus ulapesensis Sánchez, Montani, Tomasco, Díaz & Barquez, 2019

- Subgénero - Eptesicus (Rhinopterus) (Miller, 1906)

- Eptesicus floweri (de Winton, 1901)